# Pallottiner

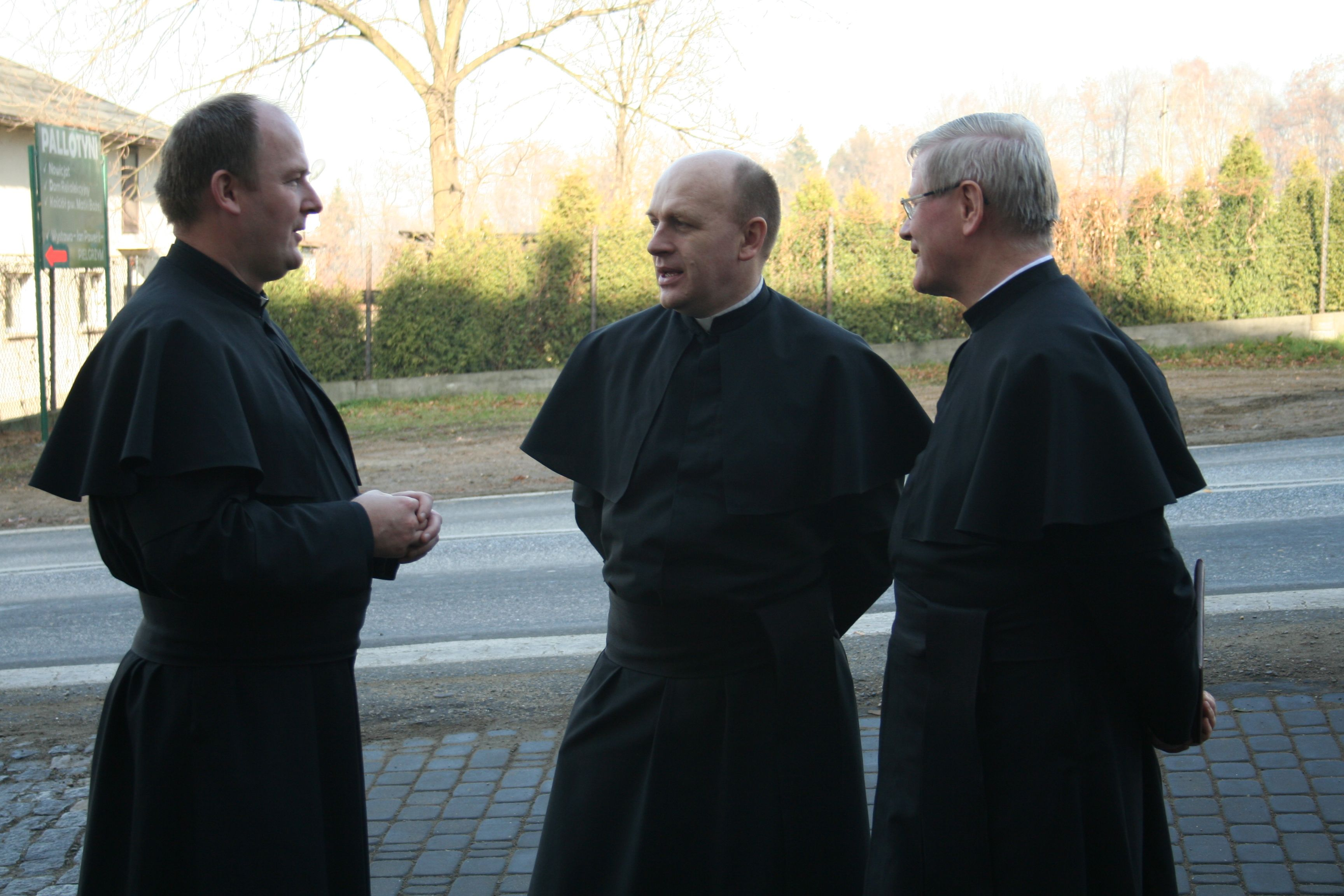
Pallottiner.

Pallottiner (latin: Pia Societas Missionum, P.S.M.) är en 1835 stiftad
romersk-katolsk kongregation för inre och yttre mission.
Grundläggare var Vincenzo Pallotti (1795-1850). Kongregationens statuter fastställdes definitivt av Pius X 1909. Den består av sekulärpräster och lekmannabröder och har kongregationernas lösare form och "enkla" löfte, som dock efter 3 år blir bindande för livet för prästerna, medan däremot lekmännen blott avlägger löfte på viss tid om kyskhet; de senare förrättar husliga arbeten och medverkar vid undervisning och hednamission.
Först verkade pallottinerna i Italien som folkmissionärer och reträttledare och utbredde sig småningom över England, norra och södra Amerika och Tyskland med
Kamerun (centralhus i Limburg). Största framgången hade de under Pius X. De verkade då mest genom hednamission och själavård för utvandrare. En kvinnlig gren, pallottinerinnor eller katolska apostolatets systrar, som har franciskantertiariernas regel, existerar också.